# Магомедова, Камила Алиевна
Камила Алиевна Магомедова (род. 7 августа 1983, Махачкала) — российская дзюдоистка, призёр чемпионатов России, обладательница Кубка России 2012 года, мастер спорта России.

## Биография
Родилась 7 августа 1983 года в городе Махачкале Дагестанской АССР. По национальности — кумычка. Выступает в весовой категории до 48 кг. Живёт в Москве.

## Спортивные результаты
- Чемпионат России по дзюдо 2009 года — ;
- Открытый Кубок Украины по дзюдо 2010 года — ;
- Чемпионат России по дзюдо 2011 года — ;
- Кубок России по дзюдо 2012 года (Грозный) — ;
- Чемпионат Северо-Кавказского федерального округа по дзюдо 2016 года — [4];